# عزلة بني عمر السافل (إب)

تعديل مصدري - تعديل

عزلة بني عمر السافل هي إحدى عزل مديرية القفر في محافظة إب اليمنية ويبلغ تعداد سكانها 9384 نسمة حسب التعداد السكاني في اليمن لعام 2004.

## روابط خارجية
- الجهاز المركزي للإحصاء بالجمهورية اليمنية
- المركز الوطني للمعلومات باليمن
- الدليل الشامل